# Lorenzo Cybo de Mari
Lorenzo Cybo de Mari   (Gènova, 1450 - Roma, 21 de desembre de 1503) fou un cardenal i arquebisbe italià.

## Biografia
Membre de l'antiga i noble família de Mari, era fill il·legítim de Maurizio Cybo i germà del papa Innocenci VIII.
Va ser prefecte del Castell de Sant'Angelo i el 1481 va ser nomenat canonge de la basílica vaticana. Fou abat comendatari de nombroses abadies a Itàlia i França.
El 5 de desembre de 1485 va ser elegit arquebisbe de Benevent i va ser consagrat el 16 de gener de l'any següent. Va obtenir per als canonges de la catedral de Benevent el privilegi de portar la gorra vermella típica dels cardenals.
El 9 de març de 1489 el papa Innocenci VIII el va nomenar cardenal. El 23 de març del mateix any va rebre el títol de Santa Susanna.
El 29 d'agost de 1490 va ser nomenat administrador apostòlic de la diòcesi de Vannes, càrrec que conservarà fins a la seva mort. El 14 de març de 1491 optà pel títol de Sant Marc.
El gener de 1492 va esdevenir Camarlenc del Sagrat Col·legi, càrrec que va ocupar, com era habitual, durant un any.
Va obtenir el títol de Santa Cecília del 9 de desembre de 1497 al setembre de 1500. El 14 de maig de 1501 va optar per l'orde dels cardenals bisbes i esdevingué bisbe d'Albano, conservant tanmateix el títol de Sant Marc. Va renunciar a l'arxidiòcesi de Benevent el gener de 1503 i va ser nomenat administrador apostòlic de la diòcesi de Noli. El 29 de novembre de 1503 va optar per la seu suburbicària de Palestrina.
Va participar en el conclave de 1492 i els dos de 1503, que van triar el papa Alexandre VI, el papa Pius III i el papa Juli II.
Va morir a Roma i va ser enterrat a la capella de Sant Llorenç de l'església de Santa Maria del Popolo. Va deixar les seves vestidures litúrgiques i la seva biblioteca a la seu suburbicaria de Palestrina.